# Droga wojewódzka 456
Die Droga wojewódzka 456 (DW 456) ist eine einen Kilometer lange Droga wojewódzka (Woiwodschaftsstraße) in der polnischen Woiwodschaft Lebus, die den Flughafen Zielona Góra-Babimost mit der Droga wojewódzka 304 verbindet. Die Strecke liegt im Powiat Zielonogórski.

## Streckenverlauf
Woiwodschaft Lebus, Powiat Zielonogórski
-  Nowe Kramsko (Neu Kramzig) (DW 304)